# Krijn Taconis

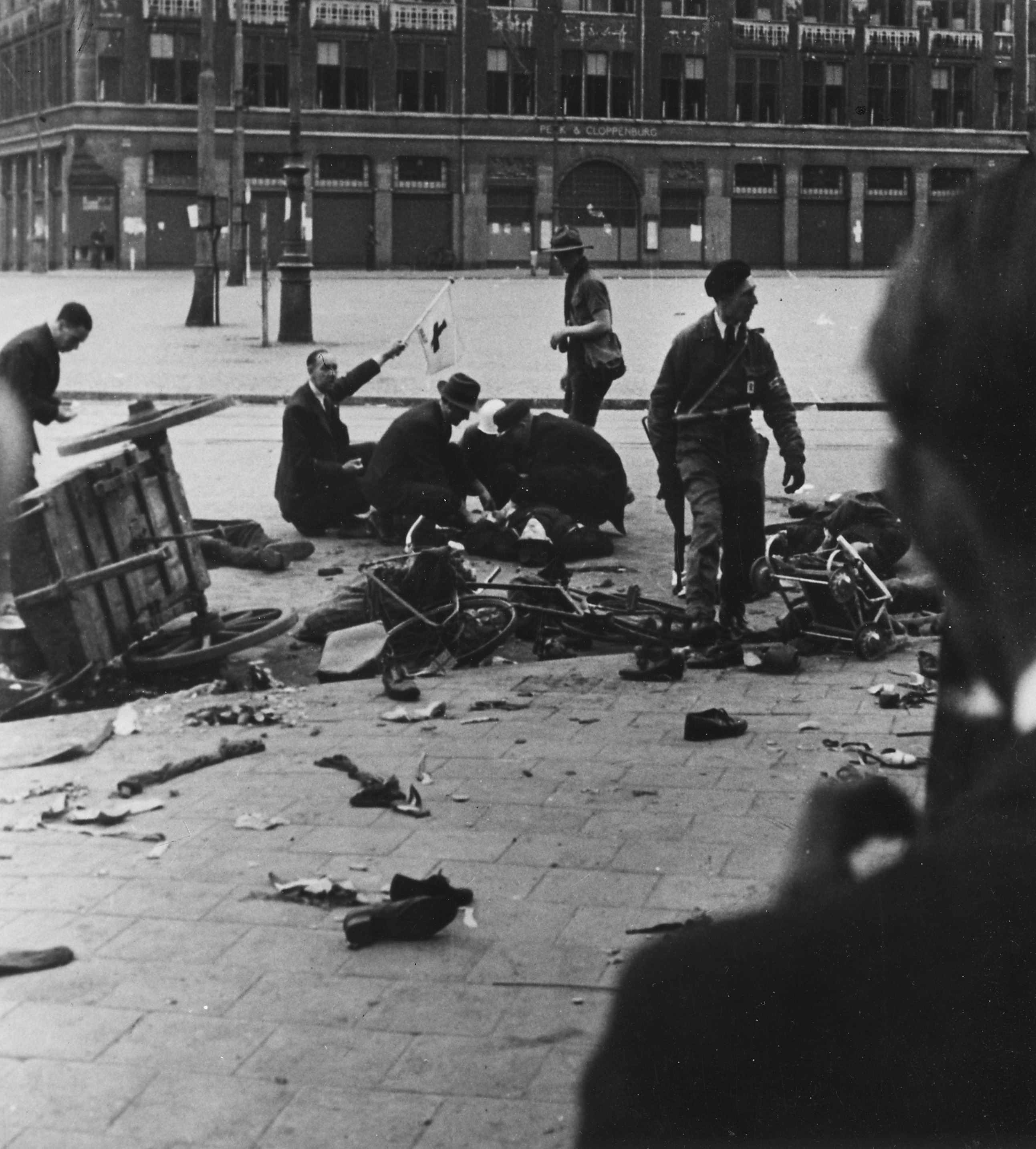
Beschieting op de Dam, 7 mei 1945

Krijn Hendrik Taconis (Rotterdam, 7 mei 1918 - Toronto, 12 juli 1979) was een Nederlandse fotograaf en cameraman. Hij was de eerste Nederlander die lid wist te worden van het Magnum-fotoagentschap.
Voor de Tweede Wereldoorlog woonde en werkte hij in de Verenigde Staten. Taconis maakte zijn eerste foto's tijdens de Tweede Wereldoorlog, als maker van valse documenten voor het verzet. Ook werkte hij voor de Ondergedoken Camera, een groep Nederlandse fotografen die in het geheim de Duitse bezetting vastlegde.
Met twee vrienden, Ad Windig en Carel Blazer, werd hij in 1943 gearresteerd, maar alle drie werden ze weer vrijgelaten. Taconis kreeg daarna vervalste papieren, zodat hij de gids van gestrande geallieerde piloten kon worden. Via Frankrijk leidde hij deze naar Engeland. Hij stopte met dit gevaarlijke werk nadat enkele andere medewerkers opgepakt werden door de Duitsers en het werk daarom te riskant werd.

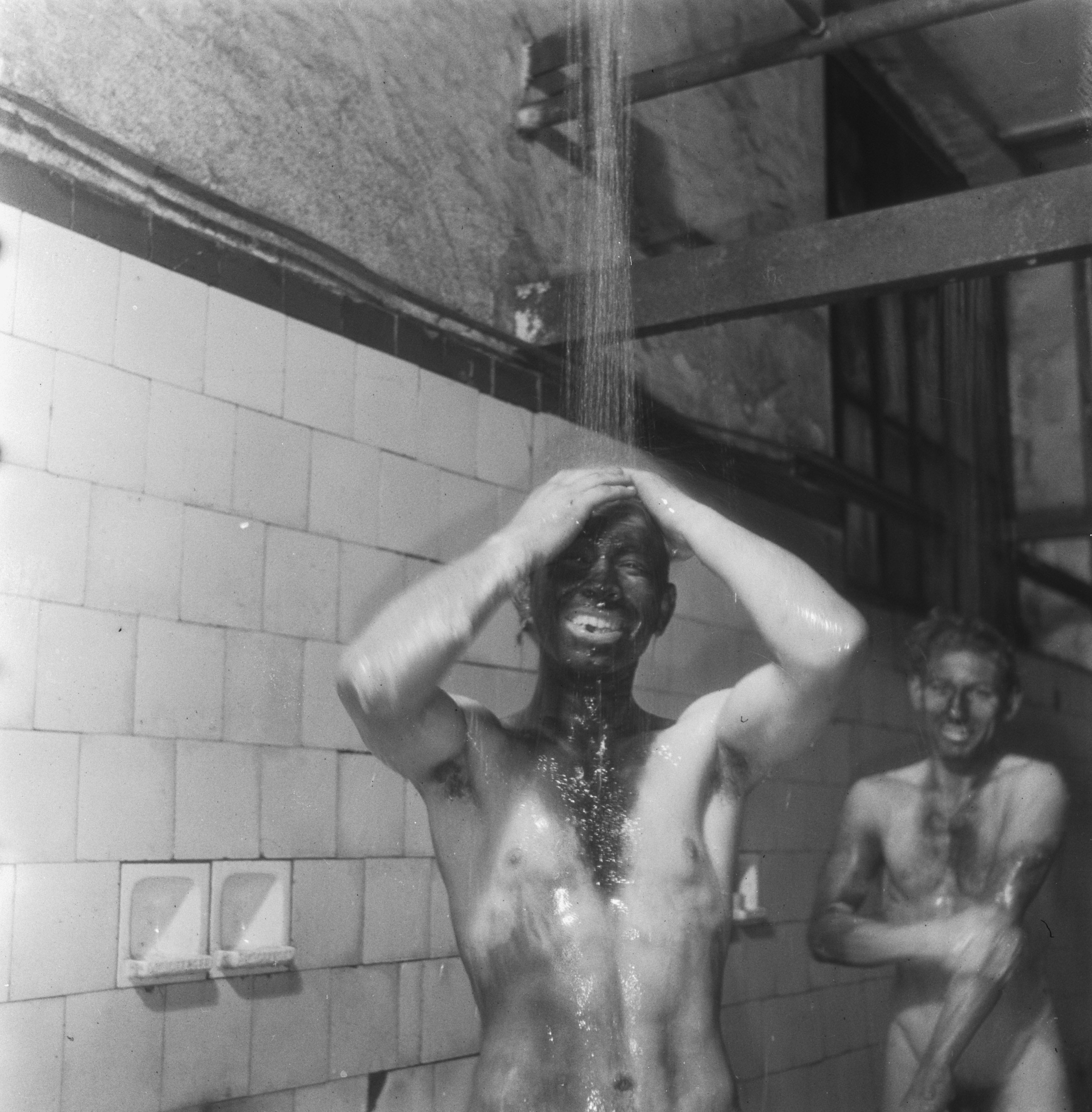
Douchende mijnwerkers kolenmijnen Limburg, november 1945

In november 1945 maakte Taconis voor weekblad Elsevier een reeks foto's over naoorlogs Limburg en verder werkte hij na de oorlog voor Anefo. In 1950 werd Taconis toegelaten tot Magnum, het toen drie jaar oude fotoagentschap van oorlogsfotografen rond Robert Capa en Henri Cartier-Bresson. Eind jaren 1950 raakte hij echter gebrouilleerd met Magnum, dat publicatie van zijn oorlogsrapportages uit Algerije in Frankrijk zou hebben tegengehouden. In 1959 emigreerde hij naar Canada en veranderde zijn naam in Kryn Taconis.
Taconis heeft ook gewerkt in Korea, Haïti, Marcinelle (Charleroi) en Toronto.

## Eerbetoon
In de Amsterdamse wijk IJburg is de Krijn Taconiskade naar hem vernoemd.